# Coppa del Mondo di sci di fondo 2004
La Coppa del Mondo di sci di fondo 2004 fu la ventitreesima edizione della manifestazione organizzata dalla Federazione Internazionale Sci; ebbe inizio a Düsseldorf, in Germania, e si concluse a Pragelato, in Italia. Per la prima volta venne stilata una classifica di specialità relativa alle gare di distanza.
La stagione maschile ebbe inizio il 25 ottobre 2003 e si concluse il 14 marzo 2004. Furono disputate 25 gare individuali (7 a tecnica classica, 6 a tecnica libera, 8 sprint, 4 a inseguimento) e 9 a squadre (5 staffette, 4 sprint a squadre), in 20 diverse località. Il tedesco René Sommerfeldt si aggiudicò sia la coppa di cristallo, il trofeo assegnato al vincitore della classifica generale, sia la Coppa di distanza; lo svedese Thobias Fredriksson vinse la Coppa di sprint. Mathias Fredriksson era il detentore uscente della Coppa generale.
La stagione femminile ebbe inizio il 25 ottobre 2003 e si concluse il 13 marzo 2004. Furono disputate 25 gare individuali (7 a tecnica classica, 6 a tecnica libera, 8 sprint, 4 a inseguimento) e 9 a squadre (5 staffette, 4 sprint a squadre), in 20 diverse località. L'italiana Gabriella Paruzzi si aggiudicò la coppa di cristallo; l'ucraina Valentyna Ševčenko vinse la Coppa di distanza, la norvegese Marit Bjørgen quella di sprint. Bente Skari era la detentrice uscente della Coppa generale.
Fu inserita nel calendario di Coppa una classica del granfondo: la Marcialonga.

## Uomini

### Risultati
| Data             | Località             | Nazione   | Spec.       | Primo                                                                                      | Secondo                                                                          | Terzo                                                                      |
| ---------------- | -------------------- | --------- | ----------- | ------------------------------------------------------------------------------------------ | -------------------------------------------------------------------------------- | -------------------------------------------------------------------------- |
| 25 ottobre 2003  | Düsseldorf           | Germania  | SP TL       | Peter Larsson                                                                              | Martin Koukal                                                                    | Thobias Fredriksson                                                        |
| 26 ottobre 2003  | Düsseldorf           | Germania  | TS TL       | Svezia I Peter Larsson Thobias Fredriksson                                                 | Germania I Axel Teichmann Tobias Angerer                                         | Norvegia II Tor-Arne Hetland Håvard Bjerkeli                               |
| 22 novembre 2003 | Beitostølen          | Norvegia  | 15 km TL    | Pietro Piller Cottrer                                                                      | Tore Ruud Hofstad                                                                | Axel Teichmann                                                             |
| 23 novembre 2003 | Beitostølen          | Norvegia  | 4x10 km     | Germania Jens Filbrich Axel Teichmann René Sommerfeldt Tobias Angerer                      | Norvegia I Jens Arne Svartedal Odd-Bjørn Hjelmeset Lars Berger Tore Ruud Hofstad | Norvegia II Frode Estil Tore Bjonviken Frode Andresen Ole Einar Bjørndalen |
| 28 novembre 2003 | Kuusamo              | Finlandia | 15 km TC    | Anders Aukland                                                                             | Jens Arne Svartedal                                                              | Anders Södergren                                                           |
| 30 novembre 2003 | Kuusamo              | Finlandia | 30 km PU    | Axel Teichmann                                                                             | Anders Södergren                                                                 | René Sommerfeldt                                                           |
| 6 dicembre 2003  | Dobbiaco             | Italia    | 30 km TL MS | Mathias Fredriksson                                                                        | René Sommerfeldt                                                                 | Kristen Skjeldal                                                           |
| 7 dicembre 2003  | Dobbiaco             | Italia    | TS TL       | Norvegia I Håvard Bjerkeli Tor-Arne Hetland                                                | Svezia I Thobias Fredriksson Peter Larsson                                       | Norvegia II Håvard Solbakken John Kristian Dahl                            |
| 13 dicembre 2003 | Davos                | Svizzera  | 15 km TC    | Andrus Veerpalu                                                                            | Nikolaj Pankratov                                                                | Anders Södergren                                                           |
| 14 dicembre 2003 | Davos                | Svizzera  | 4x10 km     | Norvegia I Anders Aukland Frode Estil Kristen Skjeldal Tor-Arne Hetland                    | Germania Jens Filbrich Andreas Schlütter René Sommerfeldt Tobias Angerer         | Svezia Martin Larsson Mats Larsson Johan Olsson Anders Högberg             |
| 16 dicembre 2003 | Val di Fiemme        | Italia    | SP TC       | Jens Arne Svartedal                                                                        | John Kristian Dahl                                                               | Andrus Veerpalu                                                            |
| 20 dicembre 2003 | Ramsau am Dachstein  | Austria   | 30 km PU    | Mathias Fredriksson                                                                        | René Sommerfeldt                                                                 | Anders Södergren                                                           |
| 21 dicembre 2003 | Ramsau am Dachstein  | Austria   | 10 km TL    | Christian Hoffmann                                                                         | Axel Teichmann                                                                   | Tobias Angerer                                                             |
| 6 gennaio 2004   | Falun                | Svezia    | 30 km PU    | Tobias Angerer                                                                             | Pietro Piller Cottrer                                                            | René Sommerfeldt                                                           |
| 10 gennaio 2004  | Otepää               | Estonia   | 30 km TC MS | Frode Estil                                                                                | Anders Aukland                                                                   | Ivan Alypov                                                                |
| 11 gennaio 2004  | Otepää               | Estonia   | 4x10 km     | Germania Andreas Schlütter Jens Filbrich Axel Teichmann Tobias Angerer                     | Italia I Bruno Carrara Valerio Checchi Pietro Piller Cottrer Fulvio Valbusa      | Russia I Nikolaj Pankratov Michail Ivanov Ivan Alypov Vladimir Vilisov     |
| 17 gennaio 2004  | Nové Město na Moravě | Rep. Ceca | 15 km TC    | Andrus Veerpalu                                                                            | Frode Estil                                                                      | Jaak Mae                                                                   |
| 18 gennaio 2004  | Nové Město na Moravě | Rep. Ceca | SP TL       | Thobias Fredriksson                                                                        | Peter Larsson                                                                    | Håvard Bjerkeli                                                            |
| 25 gennaio 2004  | Val di Fiemme        | Italia    | 70 km TC MS | Anders Aukland                                                                             | Giorgio Di Centa                                                                 | Jørgen Aukland                                                             |
| 6 febbraio 2004  | La Clusaz            | Francia   | 15 km TL    | Fulvio Valbusa                                                                             | Vincent Vittoz                                                                   | Christian Hoffmann                                                         |
| 7 febbraio 2004  | La Clusaz            | Francia   | 4x10 km     | Francia I Alexandre Rousselet Christophe Perrillat-Collomb Vincent Vittoz Emmanuel Jonnier | Germania Jens Filbrich Axel Teichmann René Sommerfeldt Tobias Angerer            | Russia I Nikolaj Pankratov Michail Ivanov Evgenij Dement'ev Sergej Novikov |
| 14 febbraio 2004 | Oberstdorf           | Germania  | 30 km PU    | René Sommerfeldt                                                                           | Reto Burgermeister                                                               | Lukáš Bauer                                                                |
| 15 febbraio 2004 | Oberstdorf           | Germania  | TS TL       | Germania II Jens Filbrich Axel Teichmann                                                   | Russia I Ivan Alypov Vasilij Ročev                                               | Germania I René Sommerfeldt Tobias Angerer                                 |
| 18 febbraio 2004 | Stoccolma            | Svezia    | SP TC       | Jens Arne Svartedal                                                                        | John Kristian Dahl                                                               | Odd-Bjørn Hjelmeset                                                        |
| 21 febbraio 2004 | Umeå                 | Svezia    | 15 km TC    | Mathias Fredriksson                                                                        | Evgenij Dement'ev                                                                | Jaak Mae                                                                   |
| 22 febbraio 2004 | Umeå                 | Svezia    | 4x10 km     | Germania Franz Göring Andreas Schlütter Jens Filbrich Axel Teichmann                       | Norvegia I Odd-Bjørn Hjelmeset Frode Estil Kristen Skjeldal Tore Ruud Hofstad    | Svezia Mats Larsson Jörgen Brink Anders Högberg Mathias Fredriksson        |
| 24 febbraio 2004 | Trondheim            | Norvegia  | SP TL       | Janusz Krężelok                                                                            | Thobias Fredriksson                                                              | Anders Högberg                                                             |
| 26 febbraio 2004 | Drammen              | Norvegia  | SP TC       | Håvard Bjerkeli                                                                            | Tor-Arne Hetland                                                                 | Anders Högberg                                                             |
| 28 febbraio 2004 | Oslo                 | Norvegia  | 50 km TL    | René Sommerfeldt                                                                           | Fulvio Valbusa                                                                   | Lukáš Bauer                                                                |
| 5 marzo 2004     | Lahti                | Finlandia | SP TL       | Thobias Fredriksson                                                                        | Mikael Östberg                                                                   | Jörgen Brink                                                               |
| 6 marzo 2004     | Lahti                | Finlandia | TS TC       | Russia I Nikolaj Pankratov Vasilij Ročev                                                   | Svezia II Mats Larsson Björn Lind                                                | Norvegia I Odd-Bjørn Hjelmeset Jens Arne Svartedal                         |
| 7 marzo 2004     | Lahti                | Finlandia | 15 km TC    | Frode Estil                                                                                | Jaak Mae                                                                         | Andrus Veerpalu                                                            |
| 12 marzo 2004    | Pragelato            | Italia    | SP TL       | Freddy Schwienbacher                                                                       | Jens Arne Svartedal                                                              | Børre Næss                                                                 |
| 14 marzo 2004    | Pragelato            | Italia    | 30 km TL    | Christian Hoffmann                                                                         | René Sommerfeldt                                                                 | Thomas Moriggl                                                             |

Legenda:

TC = tecnica classica

TL = tecnica libera

SP = sprint

TS = sprint a squadre

PU = inseguimento

MS = partenza in linea

### Classifiche

#### Generale
| Pos. | Nome                | Nazione  | Punti |
| ---- | ------------------- | -------- | ----- |
| 1    | René Sommerfeldt    | Germania | 956   |
| 2    | Mathias Fredriksson | Svezia   | 606   |
| 3    | Jens Arne Svartedal | Norvegia | 592   |
| 4    | Tobias Angerer      | Germania | 582   |
| 5    | Axel Teichmann      | Germania | 575   |
| 6    | Frode Estil         | Norvegia | 558   |
| 7    | Andrus Veerpalu     | Estonia  | 539   |
| 8    | Fulvio Valbusa      | Italia   | 462   |
| 9    | Thobias Fredriksson | Svezia   | 436   |
| 10   | Anders Södergren    | Svezia   | 434   |

#### Distanza
| Pos. | Nome                | Nazione  | Punti |
| ---- | ------------------- | -------- | ----- |
| 1    | René Sommerfeldt    | Germania | 902   |
| 2    | Mathias Fredriksson | Svezia   | 569   |
| 3    | Frode Estil         | Norvegia | 558   |
| 4    | Axel Teichmann      | Germania | 495   |
| 5    | Tobias Angerer      | Germania | 488   |

#### Sprint
| Pos. | Nome                | Nazione  | Punti |
| ---- | ------------------- | -------- | ----- |
| 1    | Thobias Fredriksson | Svezia   | 410   |
| 2    | Jens Arne Svartedal | Norvegia | 381   |
| 3    | Håvard Bjerkeli     | Norvegia | 337   |
| 4    | Tor-Arne Hetland    | Norvegia | 296   |
| 5    | Peter Larsson       | Svezia   | 270   |

## Donne

### Risultati
| Data             | Località             | Nazione   | Spec.       | Prima                                                                                         | Seconda                                                                        | Terza                                                                         |
| ---------------- | -------------------- | --------- | ----------- | --------------------------------------------------------------------------------------------- | ------------------------------------------------------------------------------ | ----------------------------------------------------------------------------- |
| 25 ottobre 2003  | Düsseldorf           | Germania  | SP TL       | Gabriella Paruzzi                                                                             | Alëna Sid'ko                                                                   | Evgenija Chachina                                                             |
| 26 ottobre 2003  | Düsseldorf           | Germania  | TS TL       | Norvegia I Hilde Gjermundshaug Pedersen Marit Bjørgen                                         | Germania I Uschi Disl Claudia Nystad                                           | Russia I Alëna Sid'ko Evgenija Chachina                                       |
| 22 novembre 2003 | Beitostølen          | Norvegia  | 10 km TL    | Kristina Šmigun-Vähi                                                                          | Valentyna Ševčenko                                                             | Claudia Nystad                                                                |
| 23 novembre 2003 | Beitostølen          | Norvegia  | 4x5 km      | Norvegia I Vibeke Skofterud Hilde Gjermundshaug Pedersen Kristin Størmer Steira Marit Bjørgen | Germania Manuela Henkel Stefanie Böhler Evi Sachenbacher-Stehle Claudia Nystad | Russia Evgenija Chachina Alëna Sid'ko Ekaterina Voroncova Ol'ga Zav'jalova    |
| 28 novembre 2003 | Kuusamo              | Finlandia | 10 km TC    | Valentyna Ševčenko                                                                            | Vibeke Skofterud                                                               | Kristina Šmigun-Vähi                                                          |
| 29 novembre 2003 | Kuusamo              | Finlandia | 15 km PU    | Kristina Šmigun-Vähi                                                                          | Ol'ga Zav'jalova                                                               | Evi Sachenbacher-Stehle                                                       |
| 6 dicembre 2003  | Dobbiaco             | Italia    | 15 km TL MS | Kristina Šmigun-Vähi                                                                          | Valentyna Ševčenko                                                             | Claudia Nystad                                                                |
| 7 dicembre 2003  | Dobbiaco             | Italia    | TS TL       | Norvegia I Hilde Gjermundshaug Pedersen Marit Bjørgen                                         | Germania I Evi Sachenbacher-Stehle Claudia Nystad                              | Italia II Karin Moroder Cristina Kelder                                       |
| 13 dicembre 2003 | Davos                | Svizzera  | 10 km TC    | Valentyna Ševčenko                                                                            | Virpi Kuitunen                                                                 | Gabriella Paruzzi                                                             |
| 14 dicembre 2003 | Davos                | Svizzera  | 4x5 km      | Norvegia I Vibeke Skofterud Marit Bjørgen Kristin Mürer Stemland Hilde Gjermundshaug Pedersen | Germania Stefanie Böhler Manuela Henkel Evi Sachenbacher-Stehle Claudia Nystad | Russia I Larisa Kurkina Lilija Vasil'eva Ekaterina Voroncova Ol'ga Zav'jalova |
| 16 dicembre 2003 | Val di Fiemme        | Italia    | SP TC       | Marit Bjørgen                                                                                 | Anna Olsson                                                                    | Manuela Henkel                                                                |
| 20 dicembre 2003 | Ramsau am Dachstein  | Austria   | 10 km TL    | Kateřina Neumannová                                                                           | Kristina Šmigun-Vähi                                                           | Gabriella Paruzzi                                                             |
| 21 dicembre 2003 | Ramsau am Dachstein  | Austria   | 15 km PU    | Kristina Šmigun-Vähi                                                                          | Valentyna Ševčenko                                                             | Claudia Nystad                                                                |
| 6 gennaio 2004   | Falun                | Svezia    | 15 km PU    | Kateřina Neumannová                                                                           | Gabriella Paruzzi                                                              | Kristina Šmigun-Vähi                                                          |
| 10 gennaio 2004  | Otepää               | Estonia   | 15 km TC MS | Claudia Nystad                                                                                | Kristina Šmigun-Vähi                                                           | Hilde Gjermundshaug Pedersen                                                  |
| 11 gennaio 2004  | Otepää               | Estonia   | 4x5 km      | Norvegia Vibeke Skofterud Hilde Gjermundshaug Pedersen Kristin Størmer Steira Marit Bjørgen   | Germania Manuela Henkel Viola Bauer Evi Sachenbacher-Stehle Claudia Nystad     | Finlandia I Kirsi Välimaa Aino-Kaisa Saarinen Riikka Sarasoja Virpi Kuitunen  |
| 17 gennaio 2004  | Nové Město na Moravě | Rep. Ceca | 10 km TC    | Gabriella Paruzzi                                                                             | Claudia Nystad                                                                 | Kateřina Neumannová                                                           |
| 18 gennaio 2004  | Nové Město na Moravě | Rep. Ceca | SP TL       | Marit Bjørgen                                                                                 | Virpi Kuitunen                                                                 | Pirjo Muranen                                                                 |
| 25 gennaio 2004  | Val di Fiemme        | Italia    | 70 km TC MS | Gabriella Paruzzi                                                                             | Valentyna Ševčenko                                                             | Manuela Henkel                                                                |
| 6 febbraio 2004  | La Clusaz            | Francia   | 10 km TL    | Kateřina Neumannová                                                                           | Julija Čepalova                                                                | Sabina Valbusa                                                                |
| 7 febbraio 2004  | La Clusaz            | Francia   | 4x5 km      | Russia Larisa Kurkina Lilija Vasil'eva Ekaterina Voroncova Ol'ga Zav'jalova                   | Germania Manuela Henkel Viola Bauer Anke Reschwamm-Schulze Claudia Nystad      | Italia Marianna Longa Gabriella Paruzzi Antonella Confortola Sabina Valbusa   |
| 14 febbraio 2004 | Oberstdorf           | Germania  | 15 km PU    | Julija Čepalova                                                                               | Hilde Gjermundshaug Pedersen                                                   | Ol'ga Zav'jalova                                                              |
| 15 febbraio 2004 | Oberstdorf           | Germania  | TS TL       | Norvegia I Hilde Gjermundshaug Pedersen Marit Bjørgen                                         | Germania I Evi Sachenbacher-Stehle Claudia Nystad                              | Germania III Manuela Henkel Isabel Klaus                                      |
| 18 febbraio 2004 | Stoccolma            | Svezia    | SP TC       | Marit Bjørgen                                                                                 | Anna Olsson                                                                    | Ella Gjømle                                                                   |
| 21 febbraio 2004 | Umeå                 | Svezia    | 10 km TC    | Kateřina Neumannová                                                                           | Hilde Gjermundshaug Pedersen                                                   | Marit Bjørgen                                                                 |
| 22 febbraio 2004 | Umeå                 | Svezia    | 4x5 km      | Norvegia I Vibeke Skofterud Marit Bjørgen Kristin Størmer Steira Hilde Gjermundshaug Pedersen | Russia I Larisa Kurkina Ol'ga Zav'jalova Ekaterina Voroncova Julija Čepalova   | Finlandia I Aino-Kaisa Saarinen Satu Salonen Riikka Sarasoja Kati Venäläinen  |
| 24 febbraio 2004 | Trondheim            | Norvegia  | SP TL       | Marit Bjørgen                                                                                 | Evi Sachenbacher-Stehle                                                        | Claudia Nystad                                                                |
| 26 febbraio 2004 | Drammen              | Norvegia  | SP TC       | Marit Bjørgen                                                                                 | Virpi Kuitunen                                                                 | Elina Hietamäki                                                               |
| 28 febbraio 2004 | Oslo                 | Norvegia  | 30 km TL    | Julija Čepalova                                                                               | Valentyna Ševčenko                                                             | Sabina Valbusa                                                                |
| 5 marzo 2004     | Lahti                | Finlandia | SP TL       | Marit Bjørgen                                                                                 | Gabriella Paruzzi                                                              | Anna Olsson                                                                   |
| 6 marzo 2004     | Lahti                | Finlandia | TS TC       | Norvegia I Ella Gjømle Hilde Gjermundshaug Pedersen                                           | Finlandia I Elina Hietamäki Pirjo Muranen                                      | Russia Larisa Kurkina Ol'ga Zav'jalova                                        |
| 7 marzo 2004     | Lahti                | Finlandia | 10 km TC    | Virpi Kuitunen                                                                                | Gabriella Paruzzi                                                              | Ol'ga Zav'jalova                                                              |
| 12 marzo 2004    | Pragelato            | Italia    | SP TL       | Marit Bjørgen                                                                                 | Beckie Scott                                                                   | Elina Hietamäki                                                               |
| 13 marzo 2004    | Pragelato            | Italia    | 15 km TL    | Sabina Valbusa                                                                                | Julija Čepalova                                                                | Kateřina Neumannová                                                           |

Legenda:

TC = tecnica classica

TL = tecnica libera

SP = sprint

TS = sprint a squadre

PU = inseguimento

MS = partenza in linea

### Classifiche

#### Generale
| Pos. | Nome                         | Nazione   | Punti |
| ---- | ---------------------------- | --------- | ----- |
| 1    | Gabriella Paruzzi            | Italia    | 1228  |
| 2    | Marit Bjørgen                | Norvegia  | 1139  |
| 3    | Valentyna Ševčenko           | Ucraina   | 983   |
| 4    | Hilde Gjermundshaug Pedersen | Norvegia  | 856   |
| 5    | Kristina Šmigun-Vähi         | Estonia   | 853   |
| 6    | Virpi Kuitunen               | Finlandia | 848   |
| 7    | Claudia Nystad               | Germania  | 762   |
| 8    | Ol'ga Zav'jalova             | Russia    | 664   |
| 9    | Kateřina Neumannová          | Rep. Ceca | 629   |
| 10   | Sabina Valbusa               | Italia    | 554   |

#### Distanza
| Pos. | Nome                         | Nazione  | Punti |
| ---- | ---------------------------- | -------- | ----- |
| 1    | Valentyna Ševčenko           | Ucraina  | 983   |
| 2    | Gabriella Paruzzi            | Italia   | 870   |
| 3    | Kristina Šmigun-Vähi         | Estonia  | 839   |
| 4    | Hilde Gjermundshaug Pedersen | Norvegia | 656   |
| 5    | Ol'ga Zav'jalova             | Russia   | 625   |

#### Sprint
| Pos. | Nome              | Nazione   | Punti |
| ---- | ----------------- | --------- | ----- |
| 1    | Marit Bjørgen     | Norvegia  | 745   |
| 2    | Gabriella Paruzzi | Italia    | 358   |
| 3    | Anna Olsson       | Svezia    | 330   |
| 4    | Virpi Kuitunen    | Finlandia | 305   |
| 5    | Elina Hietamäki   | Finlandia | 268   |